# Chiari-Malformation
Als Chiari-Malformation wird eine Gruppe von Entwicklungsstörungen mit Verschiebung von Kleinhirnanteilen durch das Hinterhauptloch (Foramen magnum) in den Spinalkanal bei gleichzeitig bestehender verkleinerter hinterer Schädelgrube bezeichnet. Namensgeber ist der Pathologe Hans Chiari (1851–1916), der diese Störung erstmals beschrieb. Die Bezeichnungen Arnold-Chiari-Malformation und Arnold-Chiari-Syndrom wurden von den Schülern des Pathologen Julius Arnold (1835–1915) propagiert, scheinen aber nicht gerechtfertigt, weil diese Gruppe der Entwicklungsstörungen von Arnold nur oberflächlich beschrieben wurde.

## Einteilung

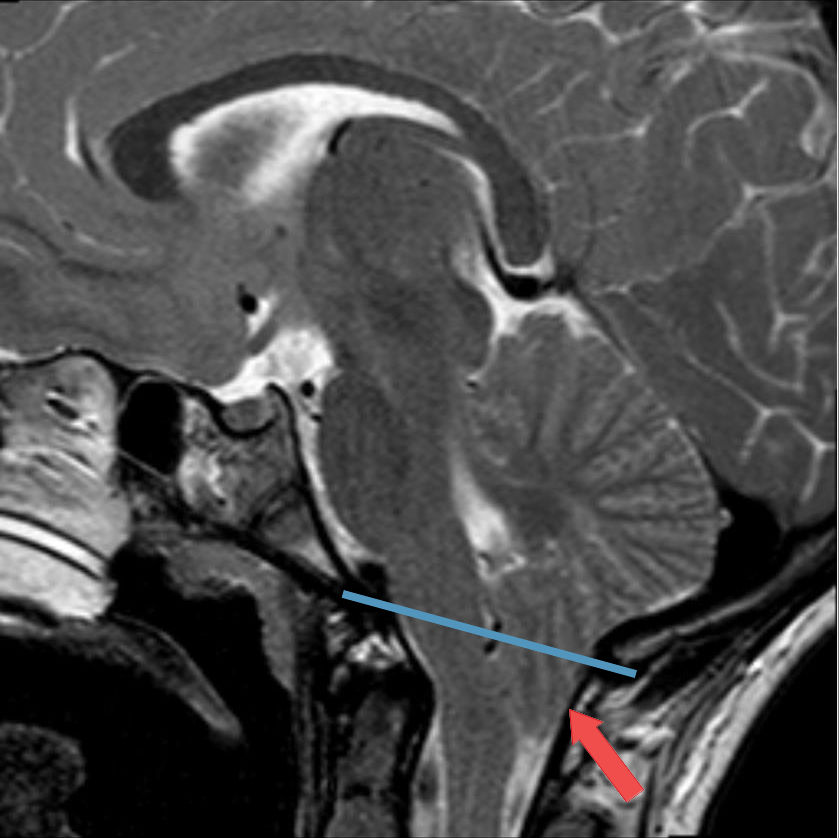
MRT einer Chiari-1-Malformation. Der Pfeil zeigt auf die Kleinhirntonsillen, die deutlich unter der Ebene des Foramen magnums (blaue Linie) enden.

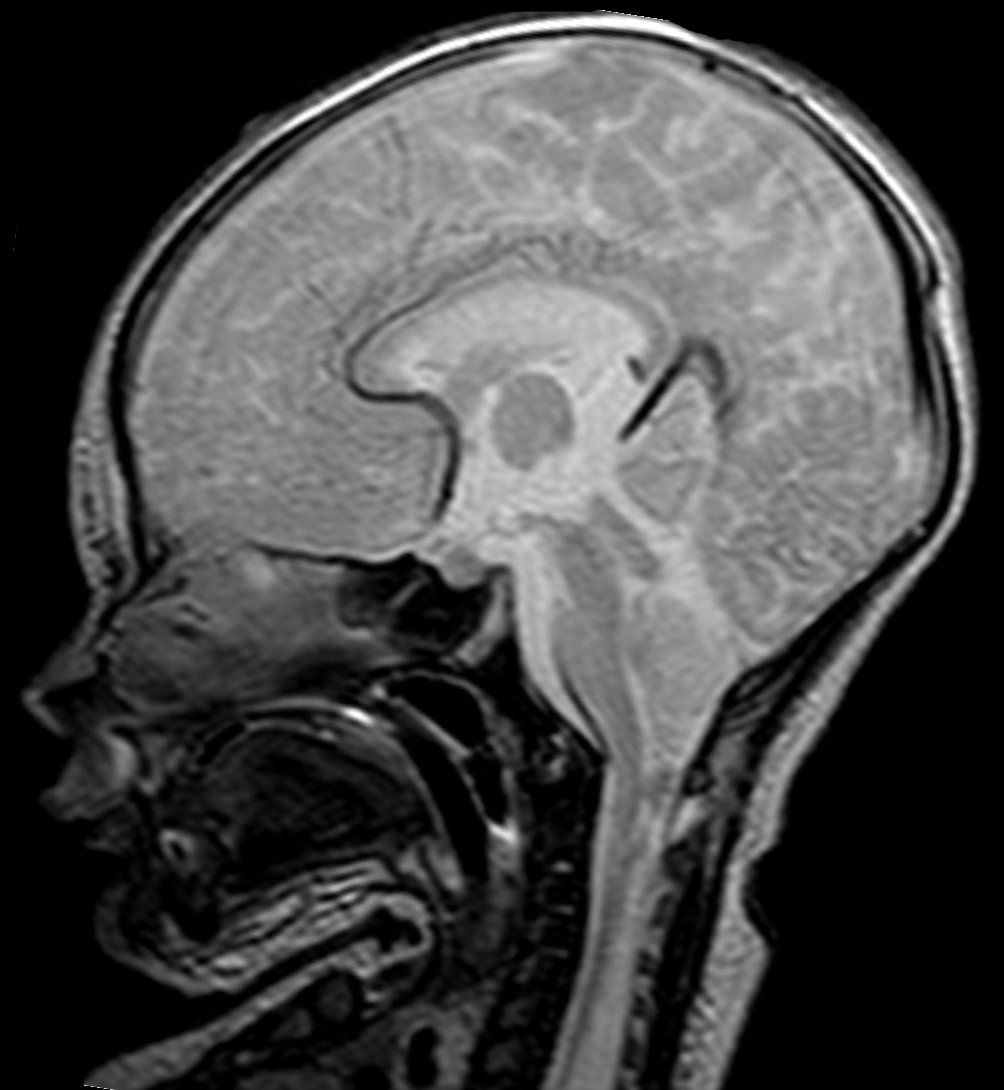
Chiari-Malformation Typ 2 bei einem Neugeborenen in der MRT

Aufgrund von Ausprägung und Lokalisation werden vier verschiedene Typen unterteilt:
- Typ I: Hier liegt eine Verlagerung der Kleinhirntonsillen vor. Als Komplikation kann es zu einer Syringomyelie kommen. Seltener werden knöcherne Fehlbildungen des Schädelbodens und der Wirbelkörper beobachtet. Patienten können durchaus beschwerdefrei sein.[3] Beschwerden treten nicht selten erst im jungen Erwachsenenalter auf. Neben Kopf- und Nackenschmerzen können dies z. B. Zeichen einer Schädigung des Kleinhirns, (z. B. eine als Ataxie bezeichnete Gangunsicherheit) oder des Hirnstamms (z. B. Schluckstörungen) sein. Chiari Typ I Malformationen können bei Patienten mit Ehlers-Danlos Syndrom vorkommen.[4]
- Typ II: Hier kommt es zu einer ausgeprägteren Verlagerung des Kleinhirnwurmes kombiniert mit Kompression und Verlagerung des Hirnstammes sowie Verlagerung des vierten Ventrikels mit Entwicklung eines Hydrozephalus. Normalerweise treten knöcherne Fehlbildungen mit Ausbildung einer Myelomeningeozele hinzu. Der Begriff Arnold-Chiari-Malformation bezieht sich nur auf diese Unterform der Chiari-Malformation.[5]
- Typ III: Bei dieser selteneren Unterform kommt es zu einer massiven Verlagerung des Kleinhirns, bei Ausbildung eines knöchernen Defektes auch mit Bildung einer sogenannten Encephalozele.
- Typ IV:  Diese Unterform ist sehr selten. Das Hauptmerkmal dieser Fehlbildung ist, in Übereinstimmung mit der ursprünglichen Beschreibung von Chiari, eine okzipitale Enzephalozele mit supratentoriellem Inhalt.[6]

Die Diagnosestellung erfolgt kernspintomographisch. Bei Feten können das so genannte Lemon sign oder Banana sign als sonografische Softmarker in der pränataldiagnostischen Sonografie ein möglicher Hinweis auf eine Chiari-Malformation sein.

## Therapie

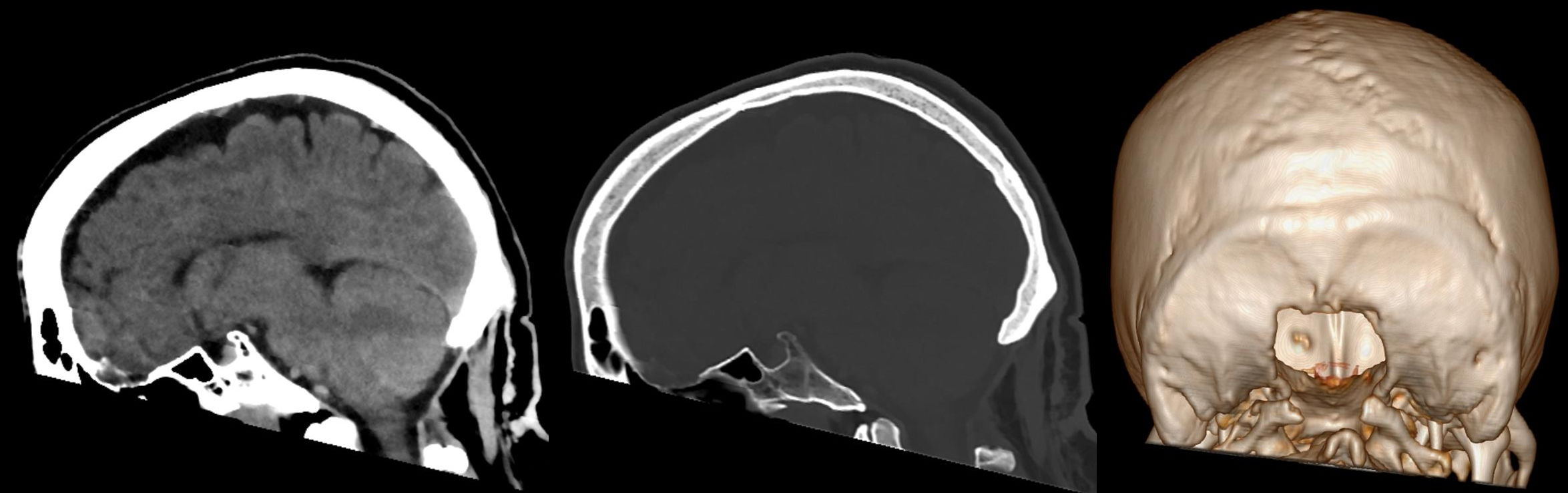
Computertomographie nach operativer Erweiterung des Foramen magnums, Resektion des hinteren Atlasbogens und der herniierten Anteile der Kleinhirntonsillen vor mehreren Jahrzehnten.

Im Falle eines hydrozephalen Aufstaus bei herniierter Kleinhirntonsille wird eine Dekompression über einen subokzipitalen Zugang vorgenommen.